# Корженёвский, Игнаций Эдвард
Игнатий Эдвард Корженёвский (пол. Ignacy Edward Nałęcz-Korzeniewski); около 1760—?) — польский поэт XIX века. Шляхтич Речи Посполитой герба Наленч.
Автор книг «Kilka miejscowych ballad», «Krótka wiadomość о Jadźwingach» (Вильно, 1830), «Sonety» (Варшава, 1838) и других.